# 伯德金郡政府
伯德金郡（英語：Shire of Burdekin）是澳大利亞昆士蘭州北部的地方政府，此郡另有「乾燥熱帶區」之稱，轄境有5052.5平方公里。